# Manuel Gonçalves Cerejeira
Manuel Gonçalves Cerejeira (Lousado, 29 novembre 1888 – Lisbona, 2 agosto 1977) è stato un cardinale e patriarca cattolico portoghese.

## Biografia
Papa Pio XI lo elevò al rango di cardinale nel concistoro del 16 dicembre 1929. Alla sua morte, avvenuta nel 1977, era l'ultimo superstite delle creazioni cardinalizie di Pio XI.

## Genealogia episcopale e successione apostolica
La genealogia episcopale è:
- Cardinale Scipione Rebiba
- Cardinale Giulio Antonio Santori
- Cardinale Girolamo Bernerio, O.P.
- Arcivescovo Galeazzo Sanvitale
- Cardinale Ludovico Ludovisi
- Cardinale Luigi Caetani
- Cardinale Ulderico Carpegna
- Cardinale Paluzzo Paluzzi Altieri degli Albertoni
- Papa Benedetto XIII
- Papa Benedetto XIV
- Cardinale Enrico Enriquez
- Arcivescovo Manuel Quintano Bonifaz
- Cardinale Buenaventura Córdoba Espinosa de la Cerda
- Cardinale Giuseppe Maria Doria Pamphilj
- Papa Pio VIII
- Papa Pio IX
- Cardinale Alessandro Franchi
- Cardinale Gaetano Aloisi Masella
- Cardinale José Sebastião d'Almeida Neto, O.F.M.Disc.
- Vescovo António José de Souza Barroso
- Vescovo Manuel Luís Coelho da Silva
- Cardinale Manuel Gonçalves Cerejeira

La successione apostolica è:
- Arcivescovo Ernesto Sena de Oliveira (1931)
- Vescovo João da Silva Campos Neves (1931)
- Arcivescovo Emanuele Trindade Salgueiro (1941)
- Vescovo Teófilo José Pereira de Andrade, O.F.M. (1941)
- Arcivescovo Manuel Dos Santos Rocha (1949)
- Vescovo Alexander Edezath (1952)
- Vescovo Michael Arattukulam (1952)
- Vescovo Francisco Rendeiro, O.P. (1953)
- Vescovo Agostinho Joaquim Lopes de Moura, C.S.Sp. (1953)
- Vescovo António de Campos (1954)
- Arcivescovo David de Sousa, O.F.M. (1957)
- Vescovo João Antonio da Silva Saraiva (1965)
- Vescovo António dos Reis Rodrigues (1967)
- Vescovo Manuel Franco da Costa de Oliveira Falcão (1967)
- Cardinale António Ribeiro (1967)